# Мусин, Василий Петрович
Василий Петрович Мусин (1911—1944) — лейтенант Рабоче-крестьянской Красной армии, участник Великой Отечественной войны, Герой Советского Союза (1945).

## Биография
Родился в 1912 году в селе Белозёрское (ныне — Юрьевский район Днепропетровской области Украины).
Окончив школу, уехал в Енакиево, работал на местной шахте. Позднее окончил школу фабрично-заводского ученичества и техникум в Одессе, Одесский педагогический институт, работал заместителем директора детдома в Одесской области Украинской ССР. В июне 1941 года Мусин был призван на службу в Рабоче-крестьянскую Красную Армию и направлен на фронт Великой Отечественной войны. В боях два раза был ранен. В июле 1942 года окончил Орджоникидзевское пехотное училище.
К ноябрю 1944 года гвардии лейтенант Василий Мусин командовал взводом автоматчиком 211-го гвардейского стрелкового полка 73-й гвардейской стрелковой дивизии 64-го стрелкового корпуса 57-й армии 3-го Украинского фронта. Отличился во время освобождения Югославии. 26-28 ноября 1944 года взвод Мусина участвовал в боях на плацдарме на правом берегу Дуная в районе города Бели-Манастир (ныне — Хорватия). В тех боях Мусин лично уничтожил две огневые точки и принял активное участие в захвате важного перекрёстка дорог. Заменив собой выбывшего из строя командира роты, Мусин успешно организовал оборону, отразив пять вражеских контратак. Во время тех боёв он лично уничтожил около 50 солдат и офицеров противника, но и сам погиб. Похоронен в братской могиле в городе Бели-Манастир.
Указом Президиума Верховного Совета СССР от 24 марта 1945 года за «образцовое выполнение боевых заданий командования на фронте борьбы с немецкими захватчиками и проявленные при этом отвагу и геройство» гвардии лейтенант Василий Мусин посмертно был удостоен высокого звания Героя Советского Союза. Также был награждён орденом Ленина и медалью.

## Память
- На главном корпусе Южноукраинского национального педагогического университета имени К. Д. Ушинского (бывшего Педагогического техникума), в котором учился В. П. Мусин, установлена мемориальная доска в память о нём и двух выпускниках-Героях Советского Союза В. С. Моргуненко и А. Я. Коваленко.
- Именем В. П. Мусина назван небольшой переулок недалеко от учебного заведения, которое он оканчивал.
- В городе Бели-Манастир (территория бывшей Югославии) установлен памятник в честь Мусина м других воинов Красной Армии, павших в боях за освобождение страны[2].